# Georges Henri (prémétro de Bruxelles)
 (août 2025).
Georges Henri est une station du prémétro de Bruxelles desservie par les lignes 7 et 25 du tramway de Bruxelles située à Bruxelles, sur la commune de Woluwe-Saint-Lambert.

## Situation
La station est située sous le boulevard Brand Whitlock et est nommée d'après l'avenue Georges Henri voisine.
Elle est située sur l'axe Grande ceinture du prémétro de Bruxelles entre les stations Diamant et Montgomery des lignes 7 et 25 du tramway de Bruxelles.

## Service aux voyageurs

### Accès
La station compte quatre accès :
- Accès nos 1 et 2 : situé au nord de la station, de part et d'autre du boulevard Brand Whitlock (accompagné d'un escalator chacun) ;
- Accès nos 3 et 4 : situé au sud de la station, de part et d'autre du boulevard Brand Whitlock (accompagné d'un escalator chacun et d'un ascenseur pour le premier).

## Histoire
La station est mise en service le 30 janvier 1975.

### Quais
La station est de conception classique, avec deux voies encadrées par deux quais latéraux.

### Intermodalité
La station est desservie par les lignes 27, 28 et 80 des autobus de Bruxelles.

### Projet
Dès l'automne 2024, la ligne 11 sera mise en service et circulera entre Esplanade et Boondael Gare via l'axe Grande Ceinture.